# 古德溫山
古德溫山（英語：Mount Goodwin），是南極洲的山峰，位於埃爾斯沃思地，屬於皮里特山的一部分，在1958年12月10日由美國探險隊發現，由冰川學家命名，目前由南極條約體系管理。